# Иван Чамински
Иван Димитров Чамински е български революционер, деец на Вътрешната македоно-одринска революционна организация.

## Биография
Иван Чамински е роден през 1886 година в малешевското село Владимирово, тогава в Османската империя, днес в Северна Македония. Остава сирак и работи като шивач. Присъединява се към ВМОРО на страната на централистите в борбата им с върховистите. През Балканската война подпомага напредващата Седма рилска дивизия, а през Междусъюзническата война е пленен като български войник при Нигрита, след което е заточен на остров Трикери. Войник е от българската армия по време на Първата световна война. Бит и репресиран многократно по време на Кралство Югославия. На 3 март 1946 година подава молба за илинденска пенсия.